# Manfred Praeker
Manfred „Manne“ Praeker (* 25. September 1951 in Berlin; † 17. September 2012 ebenda) war ein deutscher Bassist, Musikproduzent, Sänger und Musiker. Er spielte auch Synthesizer und Schlagzeug. Bekannt wurde er als Mitglied der Nina Hagen Band und Spliff.

## Leben und Wirken
Seine ersten Erfolge hatte Manfred Praeker mit der deutschen Politrock-Band Lokomotive Kreuzberg, der er 1973 beitrat. 1977 wurden Praeker und Nina Hagen ein Paar, und die Gruppe wurde zur Nina Hagen Band. 1980 kam es zum Zerwürfnis mit Nina Hagen, Manfred Praeker machte zusammen mit Herwig Mitteregger, Reinhold Heil und Bernhard Potschka als Spliff weiter.
Spliff wurde im Zuge der Neuen Deutschen Welle in Deutschland sehr populär. Ihre größten Hits waren Déjà vu, Carbonara, Das Blech und Heut’ Nacht. Bassist Manfred Praeker schrieb und sang den Titel Heut’ Nacht, der später von anderen Bands gecovert und auch von neuen Produzenten remixed wurde. Schon während seiner Zeit bei Spliff wurde Manfred Praeker auch als Musikproduzent, Gitarrist, Bassist und Sänger bzw. Background-Sänger tätig. Von 1973 bis 2012 produzierte und wirkte er an Songs und Alben von Nena, Nina Hagen, Extrabreit, Froon, Die Ärzte oder Achim Reichel mit.
Ende der 1980er-Jahre lebte Manfred Praeker in Portugal, wo er an seinem Wohnsitz bis 2005 in Monchique sein Musikstudio „Mad-Mix-Studio“ betrieb. Danach wurden diverse Titel und Alben von Manfred Praeker und Andy Eder bis 2012 produziert. Er spielte von 1973 bis 2012 bei Produktionen anderer Künstler Bass und Gitarre und arbeitete als Produzent an Musikprojekten wie Bandoo de Jah (2005–2008), BOCK-X auf Spliff oder Spliff, Bock & Friends (2005–2007). Bei zahlreichen Live- und TV-Produktionen – unter anderem auch RTL-Produktionen wie Die ultimative Chartshow – wurden Solo-Produktionen und Veröffentlichungen seines größten Hits Heut’ Nacht und sein Song Heut’ Nacht 08 aufgeführt. Heut’ Nacht 08 zählte zu seinen letzten persönlichen Lieblingsproduktionen. 
Manfred Praeker starb nach schwerer Krankheit im Beisein seines jahrelangen Managers Andy Eder am 17. September 2012 in Berlin.

## Diskografie seiner Mitwirkungen
An diesen Werken war Manfred Praeker mit der Band Spliff unter anderem beteiligt bzw. hat diese teilweise selbst geschrieben bzw. mitgeschrieben:

### Alben
| Jahr | Titel                         | Höchstplatzierung, Gesamtwochen/‑monate, AuszeichnungChartplatzierungen (Jahr, Titel, Platzierungen, Wochen/Monate, Auszeichnungen, Anmerkungen) | Höchstplatzierung, Gesamtwochen/‑monate, AuszeichnungChartplatzierungen (Jahr, Titel, Platzierungen, Wochen/Monate, Auszeichnungen, Anmerkungen) | Höchstplatzierung, Gesamtwochen/‑monate, AuszeichnungChartplatzierungen (Jahr, Titel, Platzierungen, Wochen/Monate, Auszeichnungen, Anmerkungen) | Anmerkungen                          |
| Jahr | Titel                         | DE | AT | CH | Anmerkungen                          |
| ---- | ----------------------------- | --- | --- | --- | ------------------------------------ |
| 1982 | 85555                         | DE1 Platin · (56 Wo.)DE | AT4 (6½ Mt.)AT | — | Erstveröffentlichung: Januar 1982    |
| 1982 | 85555 – International Version | DE61 (1 Wo.)DE | — | — | Erstveröffentlichung: August 1982    |
| 1982 | Herzlichen Glückwunsch!       | DE4 Gold · (26 Wo.)DE | AT5 (3½ Mt.)AT | — | Erstveröffentlichung: November 1982  |
| 1984 | Schwarz auf weiß              | DE10 (11 Wo.)DE | — | CH19 (6 Wo.)CH | Erstveröffentlichung: September 1984 |

grau schraffiert: keine Chartdaten aus diesem Jahr verfügbar
Weitere Alben
- 1980: The Spliff Radio Show
- 1990: Spliff Remix

### Kompilationen
| Jahr | Titel                | Höchstplatzierung, Gesamtwochen, AuszeichnungChartplatzierungen (Jahr, Titel, Platzierungen, Wochen, Auszeichnungen, Anmerkungen) | Höchstplatzierung, Gesamtwochen, AuszeichnungChartplatzierungen (Jahr, Titel, Platzierungen, Wochen, Auszeichnungen, Anmerkungen) | Höchstplatzierung, Gesamtwochen, AuszeichnungChartplatzierungen (Jahr, Titel, Platzierungen, Wochen, Auszeichnungen, Anmerkungen) | Anmerkungen                         |
| Jahr | Titel                | DE | AT | CH | Anmerkungen                         |
| ---- | -------------------- | --- | --- | --- | ----------------------------------- |
| 1994 | Alles Gute (Best Of) | DE71 (8 Wo.)DE | — | — | Erstveröffentlichung: Dezember 1993 |

Weitere Kompilationen
- 1996: Spliff and Friends
- 2001: Media Markt präsentiert Spliff
- 2005: The Best Of
- 2010: Kult – 30 Jahre Spliff (2 CDs)

### Singles
| Jahr | Titel Album                       | Höchstplatzierung, Gesamtwochen/‑monate, AuszeichnungChartplatzierungen (Jahr, Titel, Album, Platzierungen, Wochen/Monate, Auszeichnungen, Anmerkungen) | Höchstplatzierung, Gesamtwochen/‑monate, AuszeichnungChartplatzierungen (Jahr, Titel, Album, Platzierungen, Wochen/Monate, Auszeichnungen, Anmerkungen) | Höchstplatzierung, Gesamtwochen/‑monate, AuszeichnungChartplatzierungen (Jahr, Titel, Album, Platzierungen, Wochen/Monate, Auszeichnungen, Anmerkungen) | Anmerkungen                          |
| Jahr | Titel Album                       | DE | AT | CH | Anmerkungen                          |
| ---- | --------------------------------- | --- | --- | --- | ------------------------------------ |
| 1982 | Carbonara 85555                   | DE5 (23 Wo.)DE | AT13 (1 Mt.)AT | CH3 (9 Wo.)CH | Erstveröffentlichung: Mai 1982       |
| 1982 | Déjà vu 85555                     | DE36 (10 Wo.)DE | — | — | Erstveröffentlichung: September 1982 |
| 1982 | Das Blech Herzlichen Glückwunsch! | DE5 (19 Wo.)DE | AT6 (2½ Mt.)AT | — | Erstveröffentlichung: November 1982  |
| 1984 | Radio Schwarz auf weiß            | DE58 (5 Wo.)DE | — | — | Erstveröffentlichung: September 1984 |

Weitere Singles
- 1980: Spliff Radio Show
- 1980: Jet Set Star
- 1981: Rock’n’Roll Refugee
- 1982: Heut’ Nacht
- 1983: Augen zu
- 1983: Herzlichen Glückwunsch
- 1984: Telefon-Terror
- 1984: Labyrinth
- 1990: Déjà vu (Remix)
- 2003: Carbonara 2003 (vs. Ameno)
- 2005: DeJaVu - Reloaded 2005 (mit Jan Plewka, Friends-Masteredition)
- 2005: Das Blech - Reloaded 2005 (mit Der Wolf, Friends-Masteredition)
- 2005: Radio - Reloaded 2005 (mit Ferris MC, Friends-Masteredition)
- 2005: Notausgang - Reloaded 2005 (Friends-Masteredition)
- 2005: Lifeboat 2005 (Friends-Masteredition)
- 2008: Lifeboat 2008 (Bock-X-Produktion)
- 2008: Black Sun (Bock-X-Produktion)
- 2008: China (Bock-X-Produktion)
- 2008: Dead Mens Suit (Bock-X-Produktion)
- 2008: Did I find Love (Bock-X-Produktion)
- 2008: Gun in my Pocket (Bock-X-Produktion)
- 2008: In Vain (Bock-X-Produktion)
- 2008: Love is a Dinosaurier (Bock-X-Produktion)
- 2008: Never forget (Bock-X-Produktion)
- 2008: Patience (Bock-X-Produktion)
- 2008: Shadow (Bock-X-Produktion)
- 2008: Sweet honey hive (Bock-X-Produktion)
- 2008: When the world was new (Bock-X-Produktion)
- 2008: Yesterday (Bock-X-Produktion)
- 2008: Heut’Nacht08 2008 (mit Andy Eder, Friends-Masteredition)

### Videoalben
- 2012: Live at Rockpalast